# ISO 19011
ISO 19011 Directrices para la auditoría de los sistemas de gestión es una norma internacional desarrollada por la Organización Internacional de Normalización (ISO), que establece las directrices para la auditoría de los sistemas de gestión de la calidad. La última revisión de la norma fue en julio de 2018 (ISO 19011:2018).
Originalmente se publicó en 1990 como ISO 10011-1 y en 2002 tomó la numeración ISO 19011 actual.
Esta norma internacional proporciona orientación sobre la auditoría de los sistemas de gestión, incluyendo los principios de la auditoría, la gestión de un programa de auditoría y la realización de auditorías de sistemas de gestión, así como orientación sobre la evaluación de la competencia de los individuos que participan en el proceso de auditoría.

## Organización
La norma está compuesta de siete capítulos:
1. Alcance
2. Referencias normativas
3. Términos y definiciones
4. Principios de auditoría
5. Gestión de un programa de auditoría
6. Realización de una auditoría
7. Competencia y evaluación de los auditores

## Diferencias entre la versión 2011 y la versión 2018
Las principales diferencias comparando la versión 2018 con la versión 2011 son las siguientes:
- inclusión del enfoque basado en riesgo a los principios de auditoría;
- expansión de la guía para la gestión de un programa de auditoría;
- expansión de los requisitos genéricos para auditores;
- ajuste de la terminología para reflejar el proceso y no el objeto.

## Historia
| Año  | Descripción              |  |
| ---- | ------------------------ |  |
| 1990 | ISO 10011-1 (1ª edición) |  |
| 2002 | ISO 19011 (2a edición)   |  |
| 2012 | ISO 19011 (3a edición)   |  |
| 2018 | ISO 19011 (4a edición)   |  |